# As Voltas de um Andarilho

As Voltas de um Andarilho - Fragmentos da vida e obra de José Afonso é um livro escrito por Viriato Teles que teve um primeiro versão publicada, na série cadernos de reportagem pela editora Relógio d'Água, em 1983, com o título Zeca Afonso: As Voltas de um Andarilho. A primeira edição em formato de livro foi publicada em 1999 pela editora Ulmeiro, com prefácio de Sérgio Godinho. Juntamente com os livros O Rosto da Utopia, de José António Salvador, e José Afonso: Um Olhar Fraterno, de João Afonso dos Santos, é considerada uma das principais obras biográficas sobre Zeca Afonso.
Em 2009, a editora Assírio & Alvim publicou uma nova edição de As Voltas de um Andarilho, numa versão revista e aumentada que inclui uma discografia exaustiva das versões de temas de José Afonso gravados por outros intérpretes.